# Letiště Chwáhán
Letiště Chwáhán (persky: فرودگاه خواهان; IATA: KWH, ICAO: OAHN) je soukromé letiště poblíž Chwáchánu v Badachšánu v Afghánistánu.
Letiště se nachází v nadmořské výšce 1 040 m n. m. a má travnatou přistávací dráhu s délkou asi 686 m. 

## Související článek
- Seznam letišť v Afghánistánu